# Tetsuya Fujita
Tetsuya Theodore “Ted” Fujita (藤田 哲也 Fujita Tetsuya, 23 de octubre de 1920 - 19 de noviembre de 1998) fue un investigador de tormentas severas del siglo XX. Nació en Kitakyūshū, en la prefectura de Fukuoka (Japón), estudió en el Instituto Tecnológico de Kyūshū y fue profesor asociado allí hasta 1953 en que le invitaron a la Universidad de Chicago una vez que un profesor de dicha universidad mostró interés por su investigación. En la Universidad de Chicago realizó investigaciones sobre tormentas eléctricas, tornados, huracanes y tifones severos, revolucionando el conocimiento que hasta entonces se tenía de estos fenómenos.
Fujita es reconocido como un gran investigador en meteorología, pero también por haber desarrollado la escala de Fujita que describe la intensidad del tornado y liga el daño que causa con la velocidad del viento.
Las contribuciones más bien conocidas de Fujita se encontraban en la investigación de los tornados, razón por la que sus colegas le llamaban "Sr. Tornado".

## Biografía
Fujita nació en el pueblo de Sone, Prefectura de Fukuoka, Japón, un área que ahora es parte de la ciudad de Kitakyushu. Estudió y enseñó en el Instituto de Tecnología de Kyushu . En 1953 fue invitado a la Universidad de Chicago por Horace R. Byers, quien se había interesado en la investigación de Fujita, particularmente en su descubrimiento independiente de la corriente descendente de aire frío. Fujita permaneció en la Universidad de Chicago hasta su jubilación en 1990.
Además de desarrollar la escala de Fujita, Fujita fue pionero en el desarrollo de técnicas de inspección de daños y sobrevuelo de tornados, que utilizó para estudiar y mapear las trayectorias de los dos tornados que azotaron Lubbock, Texas, el 11 de mayo de 1970. Estableció el valor del análisis fotométrico de imágenes y películas de tornados para establecer las velocidades del viento a varias alturas en la superficie de los vórtices de tornados. Fujita también fue el primero en estudiar ampliamente el fenómeno meteorológico del estallido descendente, que puede representar un grave peligro para las aeronaves. Como resultado de su trabajo, en particular en el Proyecto NIMROD, la formación de pilotos en todo el mundo utiliza habitualmente técnicas de las que fue pionero para proporcionar instrucción a los estudiantes.
Fujita también participó en gran medida en el desarrollo del concepto de tornados de vórtice múltiple, que presentan múltiples embudos pequeños (vórtices de succión) que giran dentro de una nube principal más grande. Su trabajo estableció que, lejos de ser eventos raros como se creía anteriormente, los tornados más poderosos estaban compuestos por múltiples vórtices. También avanzó el concepto de mini remolinos en la intensificación de los ciclones tropicales.
Fujita murió en su casa de Chicago el 19 de noviembre de 1998. La causa de su muerte aún sigue sin revelarse. Después de su muerte, la Sociedad Meteorológica Estadounidense (AMS) celebró el "Simposio sobre el misterio de las tormentas severas: un tributo al trabajo de T. Theodore Fujita" durante su 80.ª reunión anual en enero de 2000 Revista Storm Track publicó un número especial de noviembre de 1998, "A Tribute To Dr. Ted Fujita" y Weatherwise publicó "Mr. Tornado: The life and career of Ted Fujita" como artículo en su número de mayo/junio de 1999.

## Segunda Guerra Mundial
Fujita residía en Kokura durante la Segunda Guerra Mundial. Kokura fue el objetivo principal de la bomba de plutonio "Fat Man", pero en la mañana del 9 de agosto de 1945, la ciudad quedó oscurecida por las nubes y el humo de la ciudad vecina de Yahata, que había sido bombardeada el día anterior. Como resultado, la bomba cayó sobre el objetivo secundario, Nagasaki. Estudiar el daño causado por las explosiones nucleares contribuyó a la comprensión de Fujita de los estallidos descendentes y microrráfagas como "estallidos estelares" de viento que golpean la superficie de la Tierra y se esparcen.